# 쇼세이왕 (1497년)
쇼세이왕(일본어: 尚清王 상청왕[*]; 1497년 ~ 1555년 7월 13일)은 류큐왕국 제2쇼씨 왕조의 제4대 류큐 국왕(재위: 1527년 ~ 1555년)이자 제10대 류큐 국왕이다. 쇼신왕의 아들이다. 신호(神號)는 테니쯔기노아지소헤(天続之按司添)이다.

## 가족
- 아버지: 쇼신왕
- 어머니: 오모토가네아지가나시 샤씨 카고(思戸金按司加那志 謝氏華后)
- 배우자:
  - 왕비: 오모마제니가네아지가나시 모씨 게쯔코(思真銭金按司加那志 毛氏月江)
  - 보인:
    - 구스쿠노오오아지시라레 스이시쯔(城之大按司志良礼 瑞室, 아명은 마쯔루가네 真鶴金)
    - 오오아지시라레 가쿠씨 고토쿠(大按司志良礼 楽氏后徳, 아명은 마미나코가네 真美那古金)
    - 오오아지시라레 레이시쯔(大按司志良礼 礼室, 아명은 마요니가네 真世仁金)

  - 처(妻): 요나바루아고모시라레 나씨 세이슈쿠(与那原阿護母志良礼 那氏誠淑)
- 자녀:
  - 장남: 나카구스쿠왕자 쇼테이(中城王子 尚禎), 폐세자
  - 차남: 쇼겐왕
  - 삼남: 쇼요소(尚楊叢, 일본 이름: 카쯔렌왕자 쵸슈 勝連王子朝宗)
  - 사남: 오오이에왕자 쇼칸신(大伊江王子 尚鑑心)
  - 오남: 쇼간(尚桓, 일본 이름: 차탄왕자 쵸리 北谷王子朝里)
  - 육남: 쇼한코쿠(尚范国, 일본 이름: 코친다왕자 쵸텐 東風平王子朝典)
  - 칠남: 쇼슈켄(尚宗賢, 일본 이름: 이에왕자 쵸기 伊江王子朝義)
  - 팔남: 쇼코토쿠(尚洪徳, 일본 이름: 윤타자왕자 쵸뵤 読谷山王子朝苗)
  - 구남: 쇼쿄레이(尚龔礼, 일본 이름: 토미구스쿠왕자 쵸쿄 豊見城王子朝喬)
  - 십남: 쇼에쯔(尚悦, 일본 이름: 하네지왕자 쵸부 羽地王子朝武)
  - 장녀: 아오리야헤아지가나시 쇼씨 토쿠타이(阿応利屋恵按司加那志 尚氏徳大)
  - 차녀: 슈리오오기미아지가나시 쇼씨 케이케쯔(首里大君按司加那志 尚氏桂月)